# Ch’oe Hwi
Ch’oe Hwi (* 1954) ist ein nordkoreanischer Politiker der Partei der Arbeit Koreas (PdAK), der unter anderem Mitglied des Zentralkomitees (ZK) der PdAK, stellvertretender Leiter der ZK-Abteilung für Propaganda und Agitation sowie Deputierter der Obersten Volksversammlung ist.

## Leben
Ch’oe Hwi, Sohn von Choi Jae-ha, der nach dem Koreakrieg als Minister für Bauwesen tätig war, absolvierte ein Studium am Institut für Philosophie der Kim-Il-sung-Universität. Er war bis Mitte der 1980er Jahre im Kunstsektor der Demokratischen Volksrepublik sowie als Funktionär der „Kim Il-sung“-Jugendliga der Partei der Arbeit Koreas (PdAK) tätig. Seine ersten bedeutenderen Stellung übernahm er 1985 zunächst als Leiter der „P’ibada“-Operntruppe sowie im Anschluss 1987 als Leiter der „Pjöngjang“-Kunsttruppe. Im Januar 1996 wechselte er wieder zur „Kim Il-sung“-Jugendliga und wurde Sekretär für außerschulische Ausbildung in deren Zentralkomitee. Ende der 1990er Jahre war er zudem Vize-Vorsitzender der Pan-Nationalen Allianz für die Wiedervereinigung Koreas (Pommrinyon) und nahm an verschiedenen Veranstaltungen zur Wiedervereinigung und Förderung der bilateralen Beziehungen mit Südkorea teil. Darüber hinaus begleitete er 1999 die Schulkinder-Kunsttruppe von Pjöngjang bei einem Besuch der Volksrepublik China. 2000 wurde er abermals Leiter der „Pjöngjang“-Kunsttruppe sowie zugleich Vize-Vorsitzender der Koreanisch-Sudanesischen Freundschaftsgesellschaft. 2004 wechselte er in die Parteiverwaltung und war stellvertretender Leiter einer ZK-Abteilung. Als solcher befasste er sich auch mit der Gründung des „U’nhasu“-Orchesters, in dem die Frau von Kim Jong-un Ri Sol-ju als Sängerin tätig war, sowie der „Moranbong Band“, einer Girlband, die in Nordkorea eine hohe Popularität genießt.
Im April 2013 wurde Ch’oe stellvertretender Leiter der ZK-Abteilung für Propaganda und Agitation und nahm als solcher an verschiedenen Besuchs- und Inspektionsreisen von Kim Jong-un teil. Im Dezember 2013 gehörte er zum Beisetzungskomitee beim Begräbnis von Generalleutnant Kim Kuk-thae. Im März 2014 wurde er zum Deputierten der Obersten Volksversammlung gewählt und vertritt dort den Wahlkreis 171 Subok. Er gehörte im Juli 2014 auch zum Beisetzungskomitee bei der Bestattung von Jon Pyong-ho, im November 2015 bei der Beisetzung von Marschall Ri Ul-sol sowie im Dezember 2015 bei der Bestattung von Kim Yang-gon. Kurz darauf wurde er Leiter einer geplanten Konzerttournee des Staatschors sowie der Moranbong Band durch die Volksrepublik China, die jedoch im letzten Augenblick abgesagt wurde. Auf dem 7. Parteitag, der vom 6. bis zum 9. Mai 2016 stattfand, wurde er zum Mitglied des ZK der PdAK gewählt. Darüber hinaus gehörte er zu den Rednern bei der Eröffnung des Parteitages.

## Weblink
- Biografie in North Korea Leadership Watch

| Personendaten    | Personendaten                                                                                    |
| ---------------- | ------------------------------------------------------------------------------------------------ |
| NAME             | Ch’oe, Hwi                                                                                       |
| ALTERNATIVNAMEN  | 최휘 (Hangeul); 崔輝 (Hanja); Choe Hwi (Revidierte Romanisierung); Ch’oe Hwi (McCune-Reischauer) |
| KURZBESCHREIBUNG | nordkoreanischer Politiker                                                                       |
| GEBURTSDATUM     | 1954                                                                                             |